# Musée de l'aviation stratégique de Poltava
Musée de l'aviation stratégique de Poltava, fondé en 2007 sur l'ancienne base aérienne de Poltava-4 qui était utilisé durant la guerre froide par le 13e régiment de la Garde de Dniepropetrovsk-Budapest et de l'ordre de Souvorov ; il se situe au nord-ouest de la ville.

## Collections

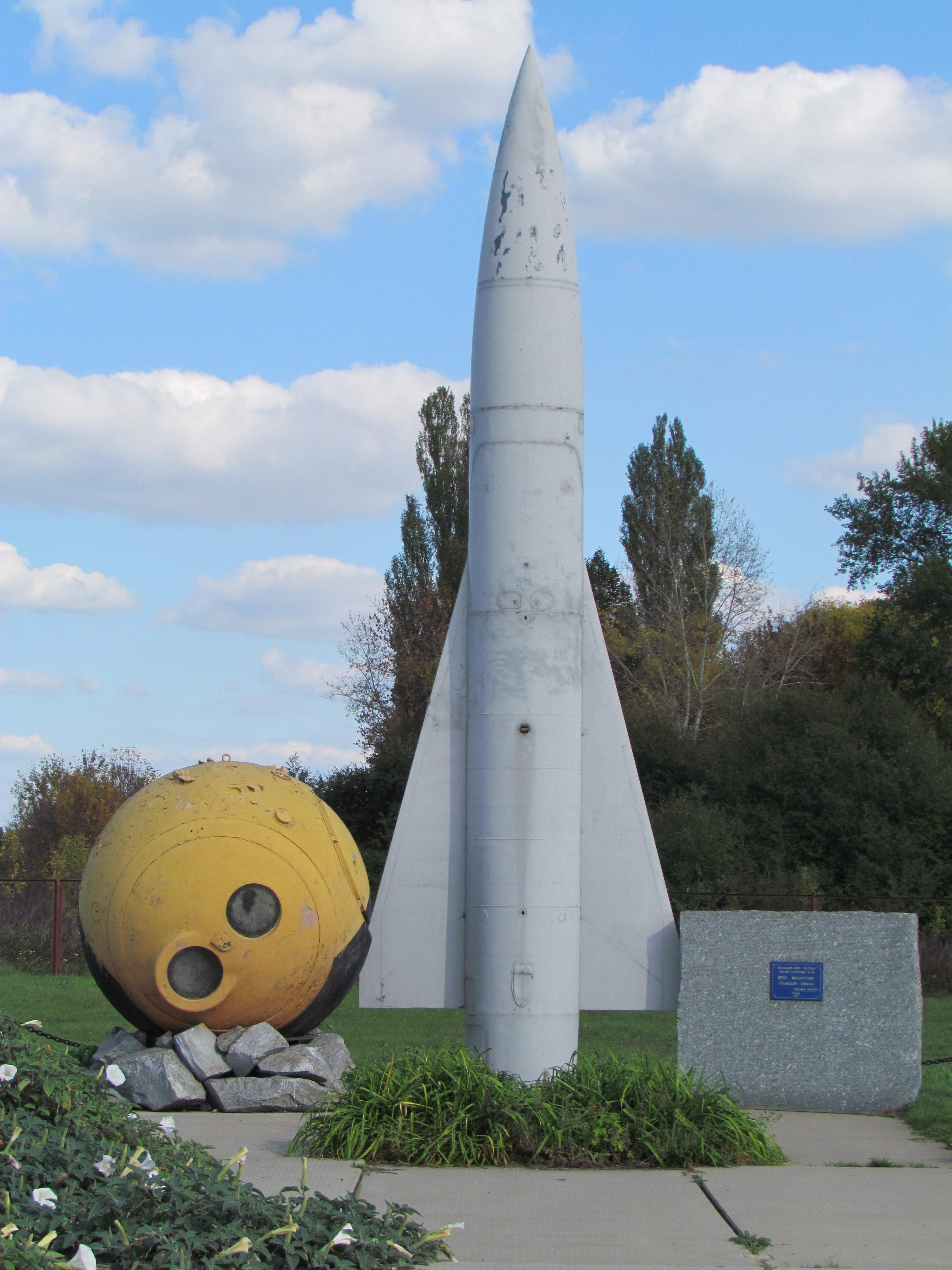
Missile et Zenith
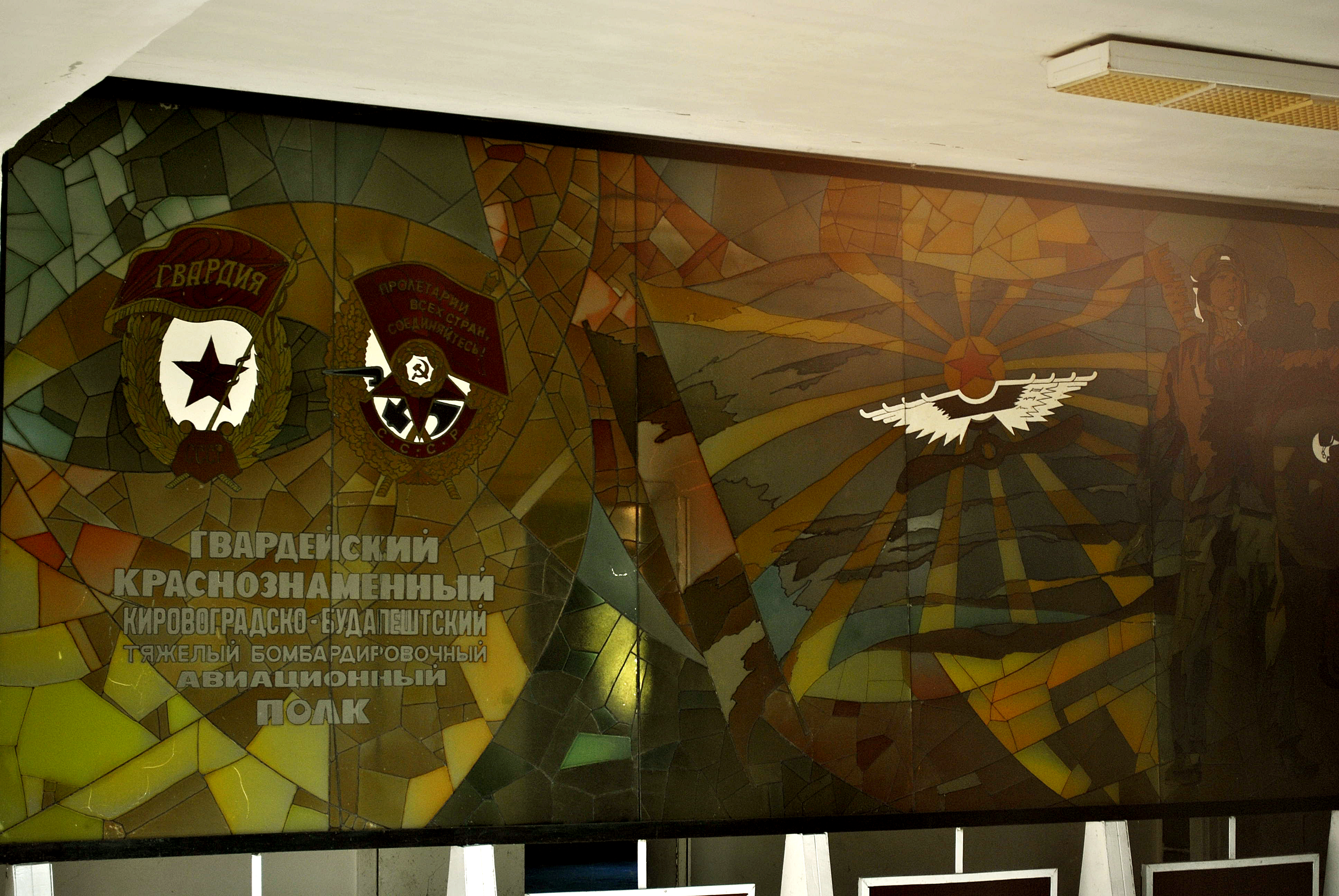
salle
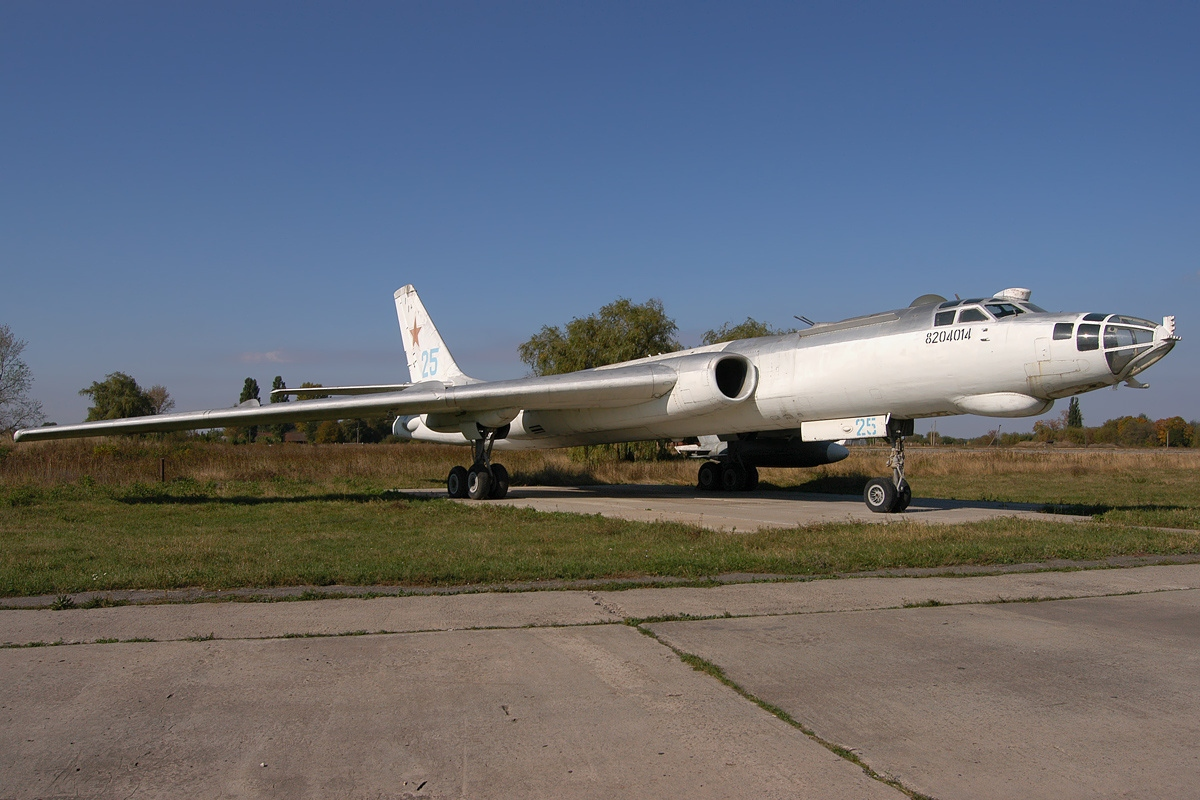
Tu-16
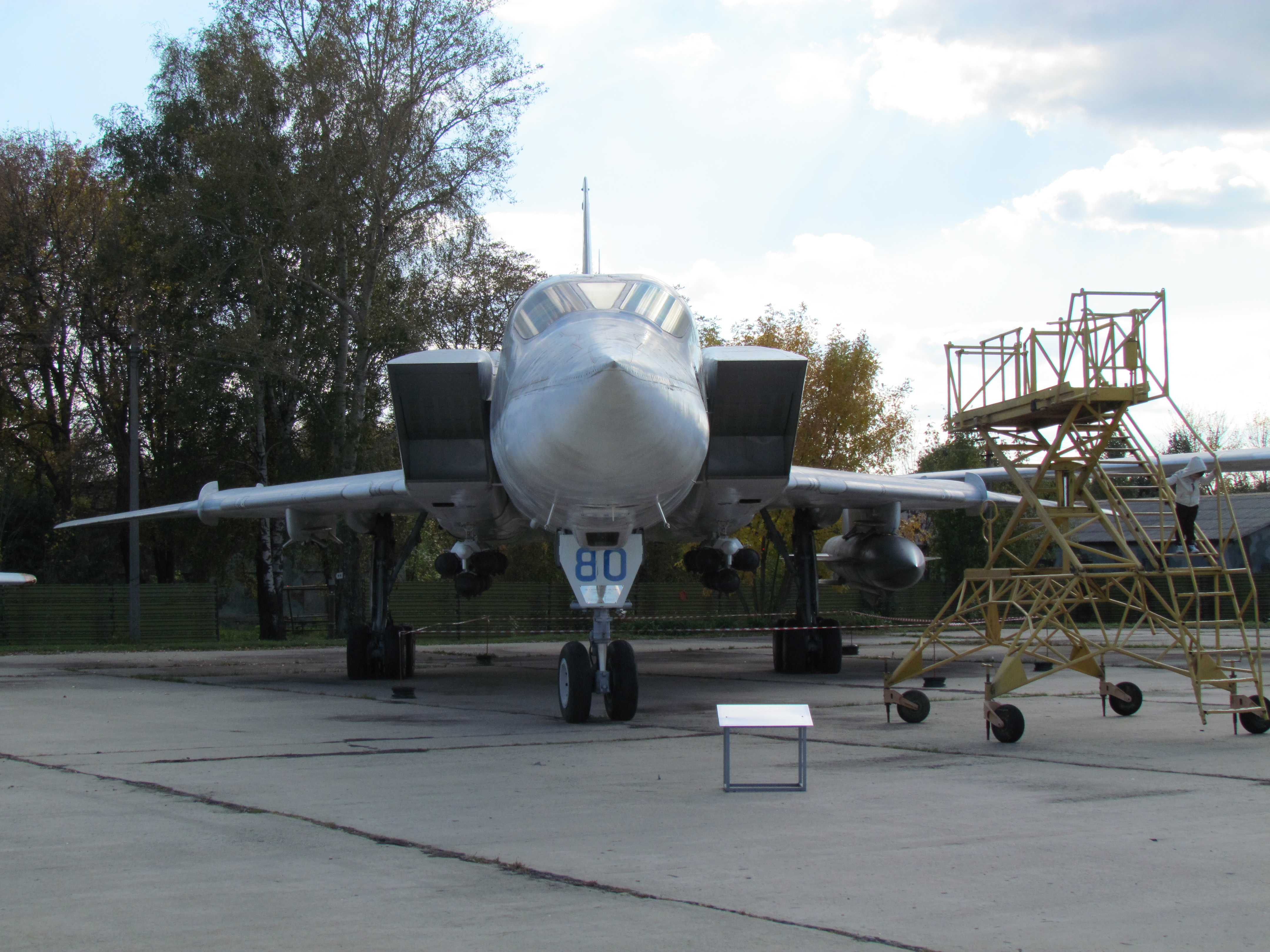
Tu-22M3
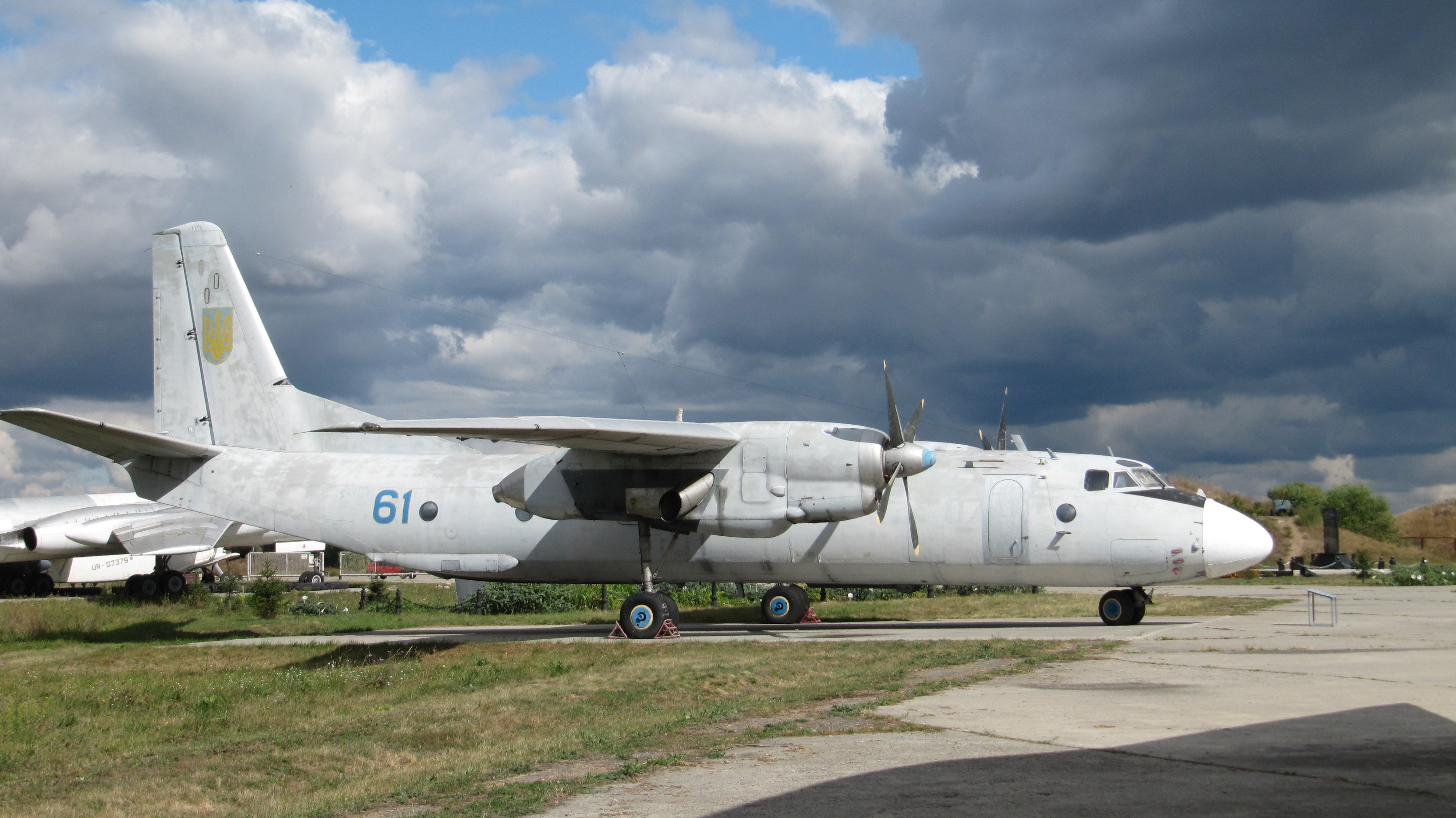
An-26.